# Удугама, Ричард
Александр Ричард Удугама (19?? год, Матале — 14 мая 1995 года) — политик и дипломат Шри-Ланки, генерал-майор, третий командующий армией Цейлона (с 1964 по 1966 год). Член парламента от Матале с 1972 по 1977 год. С 1979 по 1982 год посол в Ираке. Обвинялся в подготовке попытки государственного переворота 1966 года.

## Ранние годы и образование
Он родился в Матале в богатой семье, позже утверждал, что семья была связана с восстанием в Уве. Получил образование в Тринити-колледже в Канди,где выиграл Льва Троицы, самую престижную награду колледжа.

## Военная карьера
После начала Второй мировой войны он присоединился к Цейлонским силам обороны в качестве второго лейтенанта Лёгкой пехоты Цейлона в 1940 году. После этого он был служил в 1-м, 3-м и 4-м батальонах и участвовал в нескольких учениях пехоты на Цейлоне и в Индии. Он был повышен в звании до капитана 1 января 1943 года. В ноябре 1943 года он был переведен в британскую 14ую оперативную армию для участия Бирманской кампании. В это время он служил во 2-м Пенждабском полку в районе Аракана, на восточной стороне хребта Маю. Был захвачен в плен японцами и находился в лагере для военнопленных до окончания войны в 1945 году. Был награждён Звездой Бирмы, медалью за оборону и медалью войны 1939-1945 годов. После войны он был демобилизован и стал плантатором. Тем не менее он присоединился к армии Цейлона, когда она была создана в 1949 году, как кадровый офицер в звании майора.
К началу 1960-х годов он дослужился до звания полковника, став командиром полка Синха Цейлона и был назначен командующим войсками Джафны. Там он был отметился разгоном акции протеста, организованной Федеральной партией.
После попытки государственного переворота 1962 года он вызван обратно в Коломбо и назначен командующим армией Цейлона в 1964 году, опередив еще семь старших офицеров после того, как генерал-майор Гемачандра Викрама Джерард Виджиейекун ушёл в отставку в 1963 году. Он был первым буддистом сингалом на этом посту. Во время вступления в должность был в звании бригадира.

## Арест
Генерал-майор Удугама было отозван из официальной поездки по Европе и арестован по прибытии в международный аэропорт Бандаранаике. Он был арестован по обвинению в подготовке государственного переворота против правительства премьер-министра Дадли Сенанаяке, так же известного как ванный переворот.
Он провёл в тюрьме Великада три года, пока шёл суд и Верховный суд не признал его невиновным и не оправдал его по всем пунктам обвинения. Его защитниками были Невилл Самаракун (королевский адвокат) и Тисса Виджиейратне.

## Последние годы
После вынесения оправдательного приговора он избирался от округа Матале от Партии свободы Шри-Ланки и был избран в парламент, где он заседал до 1977 года. К концу 1970-х годов к власти пришли сторонники Объединенной национальной партии и в 1979 году он был назначен послом Шри-Ланки в Ираке (до 1982 года). Правительство Шри-Ланки удостоило его почётного звания дешаманя и после его смерти в 1995 году государство провело похороны со всеми воинскими почестями.

## Семья
Генерал Удугама женился на Рите Нугавела Кумарихами, дочери Тикири Банда Нугавела (Рате Махатмая из Уду Нувара) и сестре полковника Аллана Нугавела. У них родилось двое детей: сын и дочь.

## Награды
- Он был удостоен звания дешаманя правительством Шри-Ланки (1993)[4].
- Кавалер Ордена Британской империи (1955)[5] .
- Удостоен премии Троицы в Тринити-колледже Канди.